# Lena Lattwein
Lena Lattwein (Neunkirchen, 2000. május 2. –) német válogatott női labdarúgó, jelenleg a TSG 1899 Hoffenheim játékosa.

## Pályafutása

### Klubcsapatban
A JFG Untere Ill korosztályos csapataiban nevelkedett, majd 2017-ben az 1. FC Saarbrücken csapatában 10 bajnokin 6 gólt szerzett. A szezon végeztével 2017 nyarán az élvonalbeli TSG 1899 Hoffenheim csapatába igazolt és kétéves szerződést írt alá. 
Szeptember 2-án a VfL Wolfsburg ellen mutatkozott be bajnokságban. Október 15-én az első gólját szerezte meg a Köln csapata ellen. 2018 szeptemberében egy évvel meghosszabbította szerződését a klubbal.

### A válogatottban
2018. november 10-én mutatkozott be a felnőtt válogatottban Olaszország ellen.

## Sikerei, díjai
- TSG 1899 Hoffenheim II
  - Bundesliga Süd: 2017–18